# Poczernicki
Poczernicki (Drzewica odmienny) – kaszubski herb szlachecki, herb własny rodziny Poczernickich, odmiana herbu Drzewica.

## Opis herbu
Opis z wykorzystaniem klasycznych zasad blazonowania:
W polu czerwonym półksiężyc srebrny pomiędzy dwiema gwiazdami złotymi w słup. Klejnot - nad hełmem w koronie trzy pióra strusie. Labry czerwone, podbite srebrem.

## Najwcześniejsze wzmianki
Herb znany jest wyłącznie z jednego z rękopisów herbarza szlachty pruskiej Dachnowskiego z około 1714 roku.

## Herbowni
Poczernicki (Poczarnicki, Poczerninske, Poczerniński, Poczerniczky, Poczerzinski, Pocierszinski, Podczernicki, Podczerniczki, Pocierznicki, błędnie Postrzelniczki). Rodzina bywała notowana także z przydomkami: Bonk (Bonik), Hohensee i Hurandt. Ten pierwszy mógł być pierwotnym nazwiskiem rodziny, drugi zaś to niemiecka nazwa Poczernina.
Możliwe, że rodzina ta wywodzi się z rodu Karszniów Wiczlińskich, która w XVI wieku zaczęła używać odmiejscowego nazwiska Poczernicki. W związku z tym, herb ten mógł być też używany przez Karszniów Wiczlińskich.

### Rodzina Poczernickich
Drobna rodzina szlachecka, która nazwisko wzięła od miejscowości Poczernino. Jej protoplastą mógł być Maciej z Poczernina, sędzia ziemski, wzmiankowany w 1348 roku. Jego synem mógł być Mikołaj z Poczernina, wzmiankowany w 1381 i 1389. Potwierdzenie posiadania Poczernina otrzymali w 1552 roku Bartłomiej, Jan, Maciej i Marcin Pocierzyńscy. Rodzina pojawia się w źródłach także w następnych stuleciach, ale w drugiej połowie XVII wieku do Poczernickich nie należał już ani jeden dział w gniazdowej wsi.